# Kim Seong-su
Kim Seong-su (김성수, 金性洙; 11 de outubro de 1891 – 18 de fevereiro de 1955) foi um educador coreano, ativista pela independência, jornalista, empresário, político e calígrafo, e o segundo vice-presidente da Coreia do Sul de 1951 a 1952. Ele fundou a Universidade da Coreia e Dong-A Ilbo.

## Biografia
Kim nasceu no condado de Gochang, na província de Jeolla do Norte.  Ele estudou na Universidade de Waseda em 1914 e em 1921 foi o primeiro cidadão coreano a se formar na Universidade de Quioto, onde se formou em economia. 

### Carreira

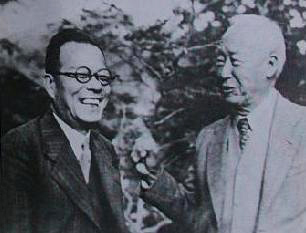
Kim com Syngman Rhee, 1951

Após seu mandato como diretor de uma escola secundária de Seul para meninos, Kim e seus irmãos fundaram a Seoul Spinning and Weaving Company em 1919.  Isso foi seguido pelo estabelecimento de Dong-A Ilbo e outras publicações em língua coreana no início da década de 1920.  Kim tornou-se presidente do Bosung College na década de 1930 e, em 1947, fez parte do estabelecimento do Partido Democrático Coreano (Hanguk),  que posteriormente se fundiu para formar o Partido Democrático em 1949.  Em 1951, Kim foi eleito vice-presidente, substituindo Yi Si-yeong, mas renunciou ao cargo em 1952.  Após sua renúncia, ele voltou ao mundo dos negócios, onde havia trabalhado antes da independência coreana. 

### Morte

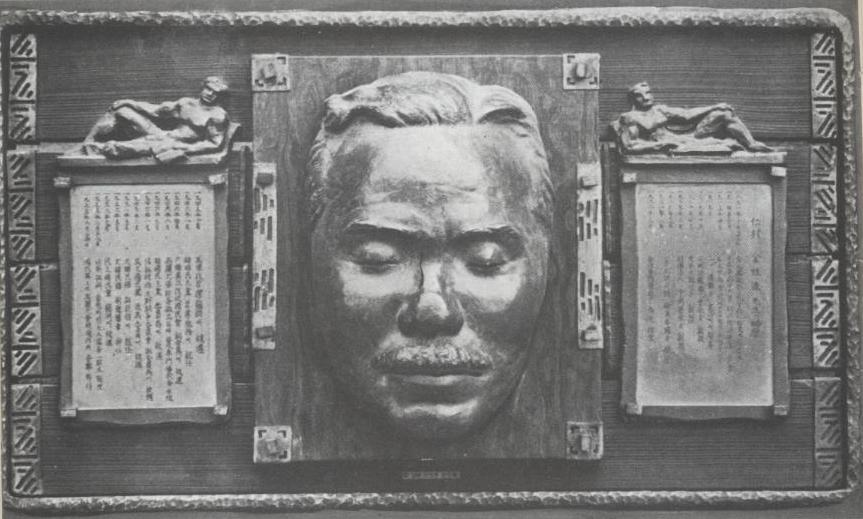
máscara mortuária de Kim

Kim morreu em 1955. 

## Leitura Adicional
- Choong Soon Kim, Sŏng-su Kim, um empresário nacionalista coreano: uma história de vida de Kim Sŏngsu, 1891-1955 (SUNY Press, 1998)

| Cargos Políticos          | Cargos Políticos                           | Cargos Políticos           |
| ------------------------- | ------------------------------------------ | -------------------------- |
| Precedido por Yi Si-yeong | Vice-presidente da Coreia do Sul 1951-1952 | Sucedido por Ham Tae-young |